# 永安県 (黒竜江省)
永安県（えいあん-けん）は中華人民共和国黒竜江省にかつて存在した県。現在の鶏西市鶏東県東部に位置する永安鎮一帯に相当する。

## 歴史
国共内戦期間中の1947年（民国36年）、中国共産党の解放区として設置された。同年に廃止されている。